# Jord, Luft, Ild, Vand
Jord, Luft, Ild, Vand er det tredje studiealbum, og første konceptalbum fra det danske folktronicaband Sorten Muld. Det blev udgivet den 16. september 2002.
Det blev lavet til DGIs landsstævne på Bornholm, men numrene omhandler de klassiske fire elementer; jord, luft, ild og vand. Det har derfor ikke middelaldertekster som de to tidligere albums Mark II (1997) og III (2000), og det blev heller ikke taget lige så godt imod af anmelderne.

## Modtagelse
Albummet modtog 3/6 stjerner i musikmagasinet GAFFA. Anmelderen omtalte bl.a. albummet som "broget" og mente, at man godt kunne høre, at det ikke var et "rigtigt" Sorten Muld-album.

## Spor
1. "Ocean" - 4:50
2. "Sirene Jagt" - 3:33
3. "Penguin Party" - 2:12
4. "Dråbespring" - 3:45
5. "Jorden Vågner" - 1:40
6. "Æggesnak" - 1:10
7. "Steppedans" - 3:43
8. "Høstfest" - 2:19
9. "Gals & Boys" - 4:07
10. "Gylden Glød" - 4:08
11. "Værket" - 2:04
12. "Værftet" - 3:39
13. "Æter" - 1:51
14. "Vindvals" - 3:27
15. "Slyngen" - 2:59
16. "E:d:b" - 3:04
17. "Løbenløbsk" - 3:55
18. "Gudindens Sang" - 3:29
19. "U.f.o ?" - 1:43
20. "Gylden Glød - Muted" - 4:40
21. "Finale" - 0:10